# FK Mandalskameratene
Fotballklubben Mandalskameratene is een Noorse voetbalvereniging uit Mandal in de provincie Vest-Agder. De club werd opgericht op 1 juli 1912 als Alladin en veranderde die in 1918 in de huidige naam. In 2000 promoveerde de club naar de 1. divisjon, de op een na hoogste afdeling in Noorwegen. Sinds 2019 is de club actief op het vierde niveau.

## Bekende (oud-)spelers
- Stefan Strandberg